# Auriporia
Auriporia Ryvarden (złotoporka)– rodzaj grzybów z rzędu żagwiowców (Polyporales).

## Charakterystyka
Nadrzewne grzyby kortycjoidalne występujące zarówno na drewnie liściastym, jak i iglastym i powodujące brunatną zgniliznę drewna.
Owocniki rozpostarte do siedzących, jednoroczne, o hymenoforze o barwie od białej do żółtej. System strzępkowy mono- do dimitycznego, strzępki generatywne z rozproszonymi sprzążkami, strzępki szkieletowe, jeśli występują, to nieliczne, przeważnie tylko w kontekście. Cystydy brzuchate, grubościenne, z inkrustowanymi wierzchołkami. Podstawki maczugowate, z 4 sterygmami i sprzążką bazalną. Bazydiospory cylindryczne do elipsoidalnych, gładkie, cienkościenne, w odczynniku Melzera nieamyloidalne.
Morfologicznie podobna jest Antrodia, która ma podobny system strzępkowy i również powoduje brunatną zgniliznę drewna, ale odróżnia się cystydami.

## Systematyka i nazewnictwo
Pozycja w klasyfikacji według Index Fungorum: Incertae sedis, Polyporales, Incertae sedis, Agaricomycetes, Agaricomycotina, Basidiomycota, Fungi.
Takson utworzony w 1973 r. przez Leifa Ryvardena
W 2025 r. Komisja ds. Polskiego Nazewnictwa Grzybów Polskiego Towarzystwa Mykologicznego zarekomendowała używanie nazwy złotoporka.
Gatunki
- Auriporia aurea (Peck) Ryvarden 1973
- Auriporia aurulenta A. David, Tortič & Jelić 1975 – złotoporka pomarańczowa
- Auriporia brasilica G. Coelho 2005

Nazwy naukowe i wykaz gatunków na podstawie Index Fungorum.
W Polsce występuje Auriporia aurulenta.